# Dufourea fortunata
Dufourea fortunata är en biart som beskrevs av Ebmer 1993. Dufourea fortunata ingår i släktet solbin, och familjen vägbin. Inga underarter finns listade i Catalogue of Life.